# Volker Mattausch
Volker Mattausch (* 1944 in Niemes) ist ein deutscher Sportwissenschaftler, Hochschullehrer und Sportfunktionär.

## Leben
Mattausch studierte an der Deutschen Hochschule für Körperkultur (DHfK) in Leipzig, seine 1967 angenommene Diplomarbeit trug den Titel „Untersuchung zu Eignungsmerkmalen im Sprint“. 1978 schloss er seine Promotion A an der DHfK mit einer Arbeit zum Thema „Zur Funktion der imperialistischen Ideologie bei der Manipulation und Motivierung imperialistischer Spitzenathleten der BRD zur Vollbringung sportlicher Höchstleistungen: eine aktuelle Studie zur ideologischen Vorbereitung von Spitzenathleten der BRD“ ab. In seiner 1984 vorgelegten Promotion B befasste sich Mattausch mit dem Thema „Die Sportwissenschaft der BRD - Formierungsprozeß und vorherrschende theoretisch-ideologische Tendenzen“.
Er hatte an der DHfK von 1988 bis zur Auflösung der Hochschule Ende 1990 eine Professorenstelle für Theorie der Körperkultur inne und war von Frühjahr bis Dezember 1990  Prorektor. Beim 1987 ausgetragenen letzten Turnfest der DDR war Mattausch stellvertretender Leiter des Organisationsbüros.
Im Mai 1990 wurde er bei der Gründung eines Stadtsportbundes in Leipzig dessen Vorsitzender. Mattausch wurde bei der Friedensfahrt als Mitglied des Organisationskomitees, Leiter der Öffentlichkeitsarbeit sowie als Logistik-Verantwortlicher tätig. Er war Vizepräsident des VfB Leipzig.
Mattausch bereitete ab August 2001 als Vorsitzender des Organisationskomitees das 31. Deutsche Turnfest 2002 in Leipzig vor, wurde allerdings fünf Tage vor dem Beginn der Veranstaltung beurlaubt. Mattausch hatte in Folge von Medienberichten eingeräumt, am Ende 1970er Jahre als Reserveoffizier der Nationalen Volksarmee (NVA) Tätigkeiten in der Auslandsaufklärung ausgeübt zu haben und im Zuge von Auslandsreisen Informationen für die Militäraufklärung der DDR gesammelt zu haben. Im Rahmen dieser Tätigkeit wurde er im westlichen Ausland (Italien, Österreich und BRD) für die Anwerbung von Soldaten eingesetzt. Schriftlich habe er sich nie zu dieser Tätigkeit verpflichtet, aber aus Überzeugung gehandelt, da er „ja auch irgendwie zur Sicherung des Friedens beigetragen“ habe, sagte er der Zeitung Neues Deutschland Mitte Mai 2002. Gegenüber der Leipziger Volkszeitung bedauerte er, seine Spionagetätigkeit verschwiegen zu haben, habe dies aber auch getan, um Personen in der BRD, mit denen er seinerzeit in Kontakt stand, nicht zu gefährden. Inoffizieller Mitarbeiter des Ministeriums für Staatssicherheit sei er nicht gewesen, so Mattausch.
Später gründete Mattausch in Leipzig das Institut für ganzheitliche Prävention, wurde Mitglied im Wissenschaftsrates der Deutschen Gesellschaft für Prävention & Gesundheitsförderung, war als Vizepräsident Forschung und Lehre am Aufbau der 2009 gegründeten Fachhochschule für Sport & Management Potsdam (FHSMP) beteiligt und an der Deutschen Berufsakademie Sport und Gesundheit in Baunatal als Dozent mit den Fachgebieten „Eventmarketing, Praxis im Partnerunternehmen“ und im Bereich „Sport im Alter“ tätig.